# امین بخاری
امین بخاری (عربی: أمین بخاری؛ متولد ۲ مه ۱۹۹۷)، بازیکن فوتبال حرفه ای عربستان سعودی است که به عنوان دروازه‌بان تیم النصر لیگ حرفه ای عربستان بازی می‌کند.

## حرفه
بخاری کار خود را در تیم جوانان الاتحاد آغاز کرد و در هر سطحی به جز سطح بزرگسالان نمایندگی این باشگاه را بر عهده داشت. در ۲۹ ژانویه ۲۰۲۰، بخاری با انتقال رایگان به النصر پیوست. او با این باشگاه قرارداد سه ساله امضا کرد. در ۱۶ اکتبر ۲۰۲۰، به صورت قرضی فصل از النصر به العین پیوست.

## آمارهای شغلی

### باشگاه
تا تاریخ 1 December 2020.
| باشگاه      | فصل           | لیگ           | لیگ      | لیگ   | جام      | جام   | قاره     | قاره  | دیگر     | دیگر  | جمع      | جمع   |
| باشگاه      | فصل           | تقسیم‌بندی     | برنامه‌ها | اهداف | برنامه‌ها | اهداف | برنامه‌ها | اهداف | برنامه‌ها | اهداف | برنامه‌ها | اهداف |
| ----------- | ------------- | ------------- | -------- | ----- | -------- | ----- | -------- | ----- | -------- | ----- | -------- | ----- |
| الاتحاد     | ۲۰۱۸–۱۹       | لیگ حرفه ای   | ۰        | ۰     | ۰        | ۰     | ۰        | ۰     | ۰        | ۰     | ۰        | ۰     |
| الاتحاد     | ۲۰۱۹–۲۰       | لیگ حرفه ای   | ۰        | ۰     | ۰        | ۰     | -        | -     | ۰        | ۰     | ۰        | ۰     |
| الاتحاد     | مجموع الاتحاد | مجموع الاتحاد | ۰        | ۰     | ۰        | ۰     | ۰        | ۰     | ۰        | ۰     | ۰        | ۰     |
| النصر       | ۲۰۲۰–۲۱       | لیگ حرفه ای   | ۰        | ۰     | ۰        | ۰     | ۰        | ۰     | ۰        | ۰     | ۰        | ۰     |
| العین (قرض) | ۲۰۲۰–۲۱       | لیگ حرفه ای   | ۲۱       | ۰     | ۱        | ۰     | -        | -     | -        | -     | ۲۲       | ۰     |
| مجموع مشاغل | مجموع مشاغل   | مجموع مشاغل   | ۲۱       | ۰     | ۱        | ۰     | ۰        | ۰     | ۰        | ۰     | ۲۲       | ۰     |